# Чагарсія-Медіанеро
Чагарсія-Медіанеро (ісп. Chagarcía Medianero) — муніципалітет в Іспанії, у складі автономної спільноти Кастилія-і-Леон, у провінції Саламанка. Населення — 104 особи (2010).
Муніципалітет розташований на відстані близько 140 км на захід від Мадрида, 42 км на південний схід від Саламанки.
На території муніципалітету розташовані такі населені пункти: (дані про населення за 2010 рік)
- Чагарсія-Медіанеро: 99 осіб
- Хуаррос: 5 осіб

## Демографія
Динаміка населення (INE ):

## Зовнішні посилання
- Провінційна рада Саламанки: індекс муніципалітетів [Архівовано 23 квітня 2009 у Wayback Machine.]
- Посилання на Google Maps